# Bigger Than My Body
Bigger Than My Body is een nummer van de Amerikaanse zanger John Mayer uit 2003. Het is de eerste single van zijn tweede studioalbum Heavier Things.
Mayer schreef het nummer nadat hij een concert van Coldplay had bijgewoond. Het nummer, dat een vrolijk geluid kent, gaat over Mayers wens om zowel krachtige als ontroerende muziek te schrijven, zoals Coldplay, Stevie Ray Vaughan en Pearl Jam dat volgens Mayer ook deden. Hij zingt ook dat het hem frustreert dat hij niet zo'n nummer uit zijn eigen koker krijgt. "Bigger Than My Body" werd een bescheiden hit in Amerika, waar het de 33e positie behaalde in de Billboard Hot 100. Hoewel het nummer in Nederland geen hitlijsten bereikte, werd het er toch een radiohit.